# 夏耀堂
夏耀堂（1908年—1972年），中国人民解放军将领、中国人民解放军开国少将。
曾任中国人民解放军兰州军区后勤部部长。1955年，授予中国人民解放军少将。